# Веля (річка)
Веля — річка в Московської області Росії, ліва притока річки Дубни. Бере початок в невеликому озері біля села Івашкове Сергієво-Посадський району, гирлі — за 3 км вище селища міського типу Вербилки. На Веле розташовані села Пальчіно, Алферова, Сіхнево, Фролово. Притоки Вели: річка Імбушка (права притока).

## Гідрологія
Довжина 62 км. Рівнинного типу. Живлення переважно сніговое. Велю замерзає в листопаді - початку грудня, розкривається в кінці березня - квітні.

## Цікаві
Долина Вели мальовнича, у верхній і середній течії примхливо звиваючись серед моренних пагорбів і подекуди утворюючи справжні каньйони. Проте в наш час[коли?] річка представляє інтерес тільки в середині течії, оскільки в нижній течії вона спрямлена каналом, яким на початку XX століття сплавляли ліс для порцелянового заводу у Вербилках, а у верхів'ях в останні роки забудована великими дачними селищами.

## Іхтіофауна
Окунь, йорж, щука, піскар, плотва, уклейка, лящ, головень, срібний карась.